# (13624) Abeosamu
(13624) Abeosamu (1995 UO3) – planetoida z pasa głównego asteroid okrążająca Słońce w ciągu 3,38 lat w średniej odległości 2,25 j.a. Odkryta 17 października 1995 roku.